# Огурцова, Екатерина (футболистка)
Екатерина Огурцова (в девичестве Быкова; 19 июля 1992) — российская футболистка, полузащитница.

## Биография
Воспитанница воронежской ШВСМ. В начале карьеры играла под фамилией Быкова. В 2009—2010 годах выступала за старшую команду ШВСМ в первом дивизионе России.
В начале 2011 года вместе с подругой по воронежскому клубу Юлией Тимановой перешла в клуб «Рязань-ВДВ». Дебютный матч в высшей лиге России сыграла 16 апреля 2011 года против «Измайлово». Всего в первой половине 2011 года сыграла 12 матчей в чемпионате страны. Летом того же года покинула клуб.
В дальнейшем снова выступала за ШВСМ, а также за «Чайку» (Усмань) в большом футболе и мини-футболе. В сезоне 2012/13 была лидером в споре бомбардиров первенства МФО «Черноземье» по мини-футболу, забив в составе ШВСМ не менее 50 голов.
В середине 2010-х годов вышла замуж, сменив фамилию на Огурцову, и родила ребёнка. После этого продолжила выступать за «Чайку».